# Ferrari SF1000
La Ferrari SF1000 (codice interno 671) è la sessantaseiesima monoposto della Scuderia Ferrari, realizzata per partecipare al Campionato mondiale di Formula 1 2020 sostituendo la Ferrari SF90.
La sigla "SF1000" si riferisce alla millesima partenza in un Gran Premio per la Scuderia – primo team nella storia della Formula 1 a tagliare tale traguardo –, avvenuta nella prima edizione del Gran Premio della Toscana corso al Mugello.
Nonostante il succitato intento celebrativo, la SF1000 si è dimostrata una delle monoposto meno competitive nella storia del Cavallino: con un palmarès di tre podi e un sesto posto in classifica costruttori, risultati decisamente al di sotto del blasone del team, a livello statistico viene ricordata come la peggiore Ferrari da quarant'anni a quella parte.

## Livrea

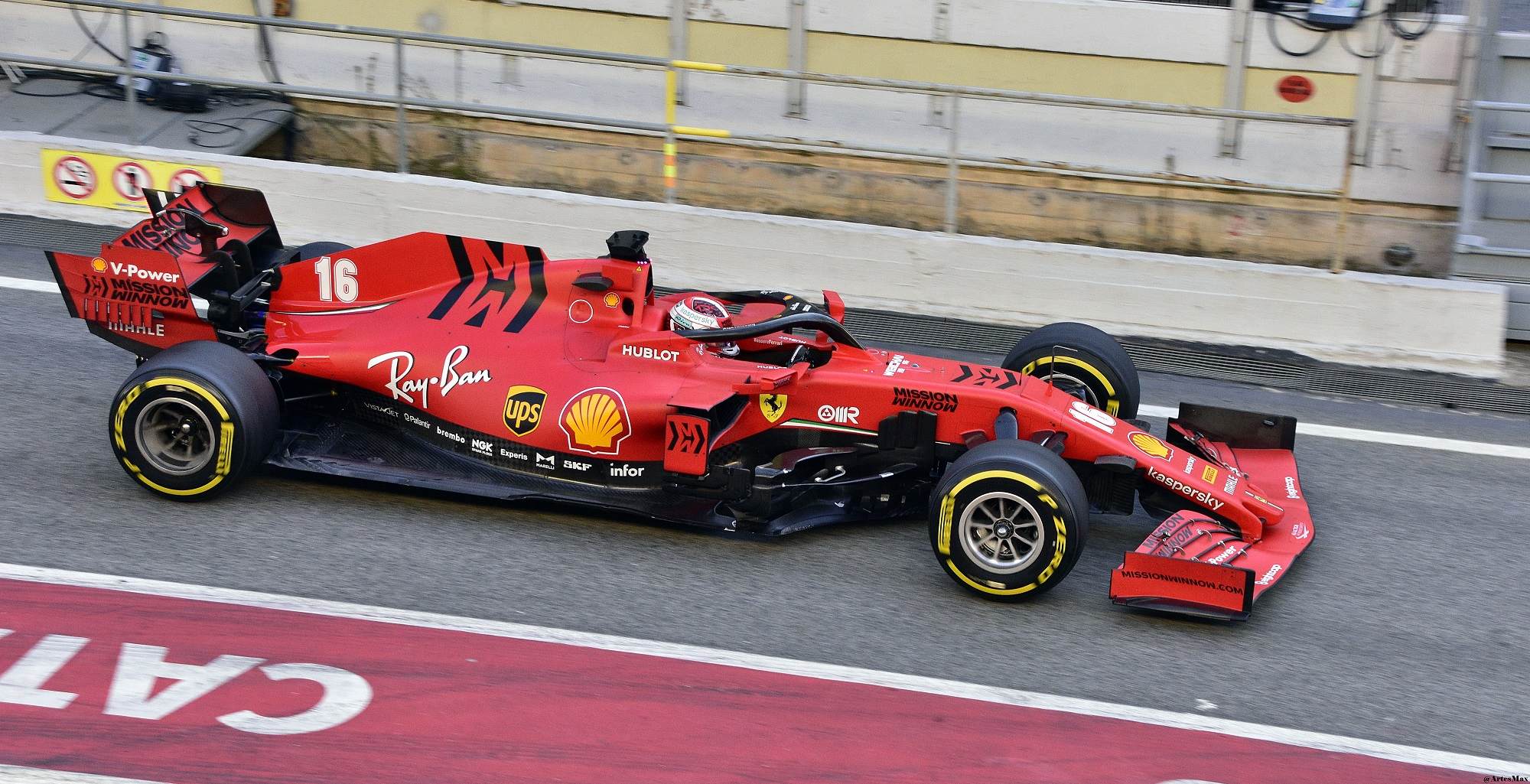
Vista laterale

La livrea della SF1000 ricalca pressoché quella della precedente SF90, confermandone la verniciatura opaca, la presenza di sezioni in nero e la disposizione dei vari sponsor, e differenziandosi solo per la scelta di un rosso corsa più scuro. Spicca il dettaglio vintage dei numeri di gara, che riprendono lo storico carattere contornato stabilmente usato sulle monoposto Ferrari da fine anni 70 ai primi anni 90 del XX secolo.
Dopo quanto occasionalmente avvenuto nel precedente anno e mezzo, da questa stagione il title sponsor Mission Winnow, sfoggiato solo nei test prestagionali, viene definitivamente rimosso dalla livrea poiché gran parte delle singole legislazioni nazionali percepiscono il marchio, di proprietà Philip Morris International, come una possibile forma di pubblicità indiretta al tabacco.
Per il solo Gran Premio della Toscana, il millesimo nella storia della Scuderia, viene approntata una speciale livrea celebrativa per la SF1000 che rispolvera il rosso mattone della 125 S del 1947, la prima vettura a marchio Ferrari mai realizzata; la livrea include una grafica ad hoc per i numeri di gara, che ricorda quella usata sulle vetture del Cavallino negli anni 50 del XX secolo, e la scritta celebrativa "1000 GP" riportata in giallo sul cofano motore.

## Caratteristiche
La SF1000 riprende il concept di progetto della precedente SF90 del 2019. Per il campionato 2020 è stata resa più estrema l'aerodinamica modificando i profili dell'ala anteriore e di quella posteriore, quest'ultimo più largo e alto; la struttura d'assorbimento a impatto d'urto anteriore è stata uniformata implementando anche tutti quegli aggiornamenti aerodinamici inseriti sulla SF90 a partire dalla seconda parte della stagione 2019. Alla monoscocca vengono aggiunte due appendici aerodinamiche ai lati dell'airbox per garantire dei miglioramenti di resistenza all'avanzamento; i bargeboard sono stati rialzati per convogliare più aria ai radiatori e sono stati sdoppiati i convogliatori aerodinamici. La conformazione dei sidepod è diversa per ospitare una nuova configurazione dei radiatori, portando l'aria a un fondo ridisegnato per garantire stabilità al retrotreno. La struttura d'assorbimento a impatto d'urto posteriore è stata riprogettata per essere montata insieme a un cambio miniaturizzato; il motore è lo 065, risultato di lavori di sviluppo della power unit del 2019.
È proprio il lavoro sul lato power unit a tenere banco durante la lunga pausa invernale: durante i test prestagionali la Federazione Internazionale dell'Automobile (FIA) porta a termine una lunga analisi del propulsore che ha spinto la Ferrari nell'anno precedente.

## Presentazione
La presentazione ufficiale è avvenuta l'11 febbraio 2020 al teatro municipale Romolo Valli di Reggio Emilia. Alla cerimonia, svoltasi con l'accompagnamento di una colonna sonora appositamente composta dal disc jockey Benny Benassi e dal maestro Leonardo de Amicis, hanno partecipato il team principal Mattia Binotto, altri dirigenti della Scuderia e i due piloti, Sebastian Vettel e Charles Leclerc.

## Carriera agonistica

### Test

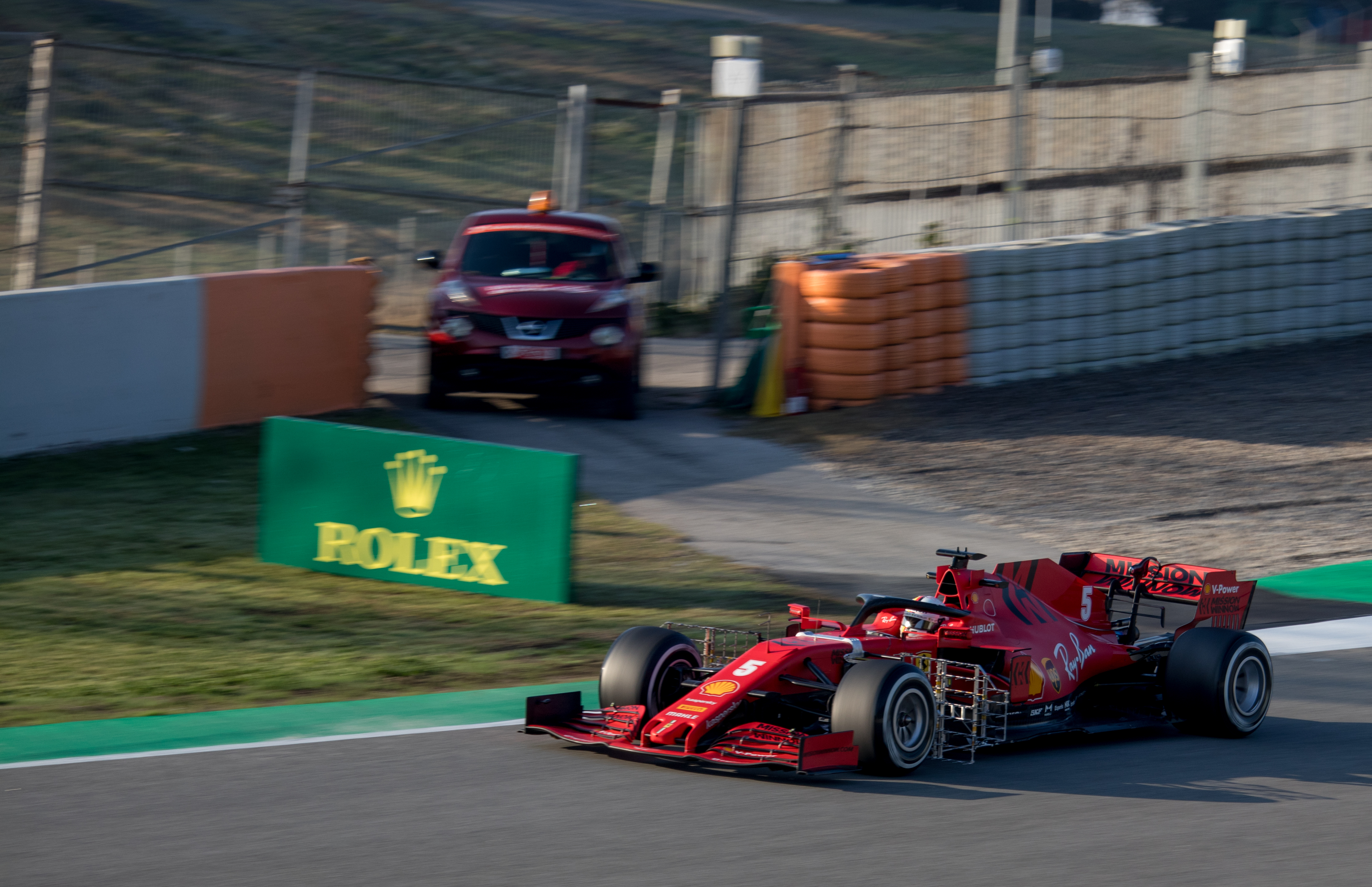
La SF1000 di Vettel strumentata con aero rakes nei test prestagionali a Barcellona

Durante i test invernali disputati sulla pista di Barcellona nel mese di febbraio, la SF1000 non sembra eccellere in nessuna condizione, né sul giro singolo né nei long run, con qualsiasi tipo di mescola Pirelli impiegata, palesando inoltre alcuni problemi di affidabilità che ne limitano il chilometraggio.
Nella prima giornata Leclerc, montando gomme medie C3, si piazza con un tempo di 1'18"289 all'undicesimo posto, mentre il giorno successivo il monegasco migliora di tre posizioni il suo risultato, piazzando con medesima mescola di pneumatici un tempo di 1'18"335; l'altro ferrarista Vettel conclude invece in sesta piazza. La terza e ultima giornata della prima settimana di test si conclude con il tedesco al tredicesimo posto.
La seconda settimana si apre con i due piloti che si alternano alla guida della monoposto durante l'intera giornata: Vettel precede al decimo posto il compagno di squadra, che invece si classifica tredicesimo. La seconda giornata è caratterizzata da un exploit del tedesco, che con un tempo di 1'16"841, facilitato dall'impiego di gomme morbide C5, conquista la vetta della classifica dei tempi. I test prestagionali si concludono con Leclerc al quarto posto.

### Stagione 2020
Si tratta di una stagione molto difficile per la Ferrari, sia sul piano sportivo sia su quello politico. Già prima del via al campionato viene ufficializzato il mancato rinnovo del rapporto con Sebastian Vettel, sostituito in pectore da Carlos Sainz Jr. a partire dal 2021; il tedesco si appresta quindi a vivere la sua sesta e ultima stagione a Maranello nella scomoda situazione di «separato in casa». Inoltre, la drammatica situazione globale dettata dalla pandemia di COVID-19 porta la FIA alla scelta di congelare le parti principali delle vetture anche per la stagione 2021, limitando fortemente le aree di intervento per gli sviluppi.

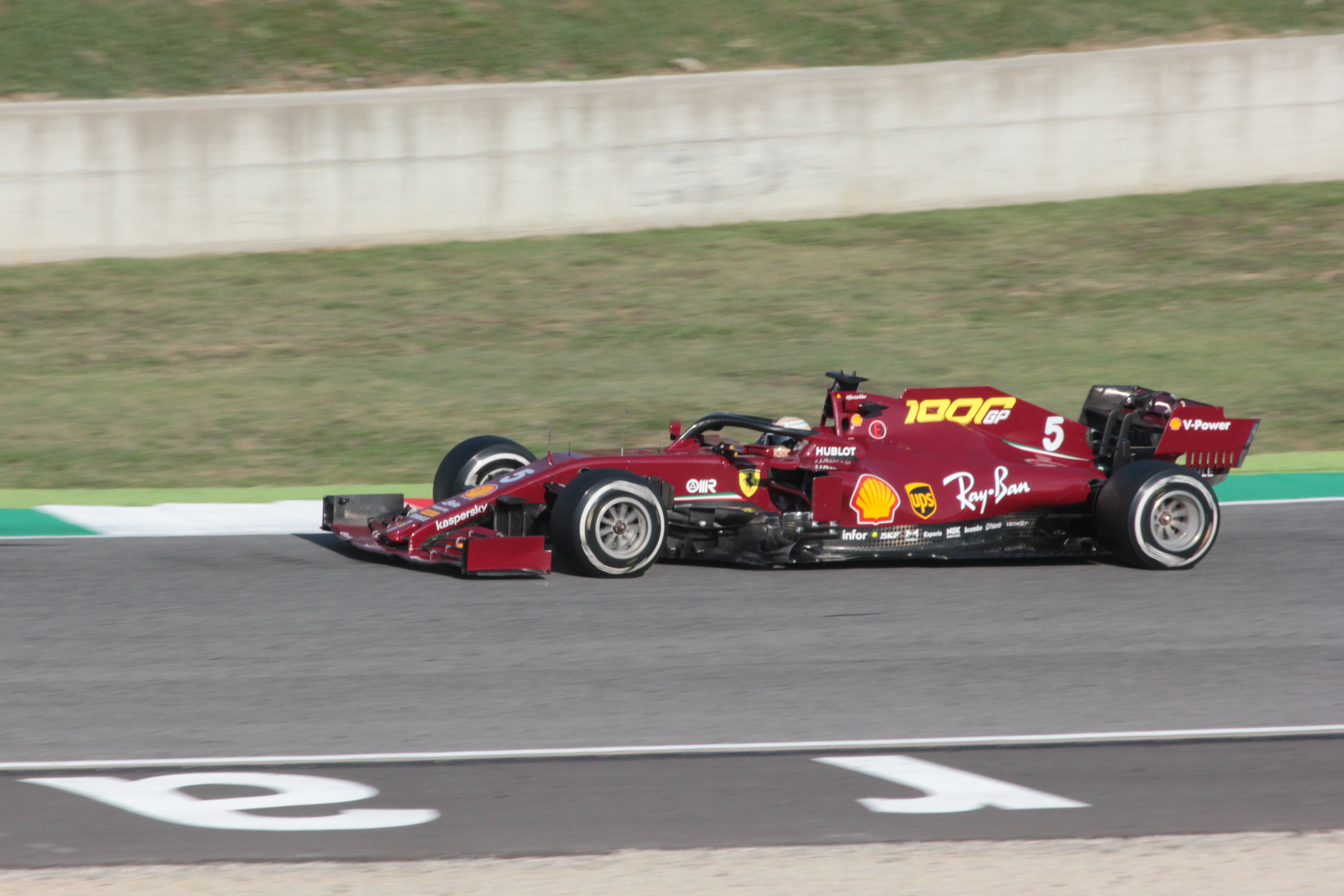
Vettel in azione al Mugello con una SF1000 in livrea celebrativa per il millesimo Gran Premio della in Formula 1, 13 settembre 2020.

Sul fronte politico, l'avvicinamento al campionato 2020 vede il Cavallino e la Federazione arrivare a un accordo per la chiusura dell'indagine sulla power unit della precedente SF90, che nella seconda parte della stagione 2019 più di un team rivale aveva accusato di irregolarità; i termini della transazione vengono mantenuti riservati dalle parti, fatto che esacerba ancor più gli attriti tra le squadre motorizzate Ferrari – oltre alla Scuderia, anche Alfa Romeo e Haas – e il resto del circus. Proprio tale situazione, che nel corso dei mesi precedenti aveva portato la FIA a rilasciare varie direttive tecniche riguardanti l'utilizzo delle power unit, finisce a posteriori per minare alla base il progetto della SF1000, monoposto che fin dall'appuntamento inaugurale della stagione in Austria mostra un'importante perdita di potenza – fatto che ricade, loro malgrado, anche sui team clienti – e un generale calo di performance rispetto alla SF90.
Sono evidenti le lacune nella velocità in rettilineo, situazione ulteriormente aggravata da un comportamento piuttosto impreciso in approccio di curva; ciò a causa di una nuova scatola del cambio che, nell'essere miniaturizzata, ha perso rigidità con conseguenti problemi di torsione, richiedendo un successivo intervento d'irrobustimento con pelli di carbonio. Il difficile esordio porterà inoltre la Ferrari a scegliere di anticipare una serie di aggiornamenti che non si rivelano però sufficienti a migliorare le prestazioni globali, al punto da arrivare alla drastica decisione di cancellare gli sviluppi già programmati e intraprendere invece una fase di analisi dei punti deboli della vettura: oltre al succitato gap di potenza, in generale vari analisti bollano la SF1000 come «nata vecchia» pagando un approccio tecnico fin troppo tradizionale se non superato, mostrandosi carente in particolar modo nell'aerodinamica di muso e pance laterali, nella fluidodinamica interna e nello schema delle sospensioni.
Ciò nonostante, almeno nella parte iniziale del campionato, Charles Leclerc, decisamente più a suo agio sulla monoposto rispetto a Vettel, riesce parzialmente a sopperire alle carenze tecniche della monoposto e, anche sfruttando favorevoli situazioni di gara come penalità e ritiri altrui oltreché safety car, ottiene due insperati piazzamenti a podio chiudendo secondo proprio in Austria e, un mese dopo, terzo in Gran Bretagna.
Nel prosieguo di stagione, tuttavia, emergono i tanti limiti di una SF1000 che non riesce a risalire la china, anche per la mancanza di upgrade significativi, relegando gli alfieri ferraristi a gare incolori condotte perlopiù a centro gruppo e con l'apice negativo dei due appuntamenti consecutivi in Belgio e in Italia: a Spa-Francorchamps il Cavallino dapprima fa registrare la sua peggiore qualifica dal Gran Premio d'Europa 2012, con entrambe le SF1000 fuori dalla Q3, e poi in gara non riesce a raccogliere punti, per un fine settimana considerato «uno dei punti più bassi nella storia» sportiva di Maranello; mentre a Monza la Scuderia chiude con un altrettanto scottante doppio ritiro, una débâcle che nell'appuntamento più atteso dai tifosi della Rossa non si verificava dal 1995.

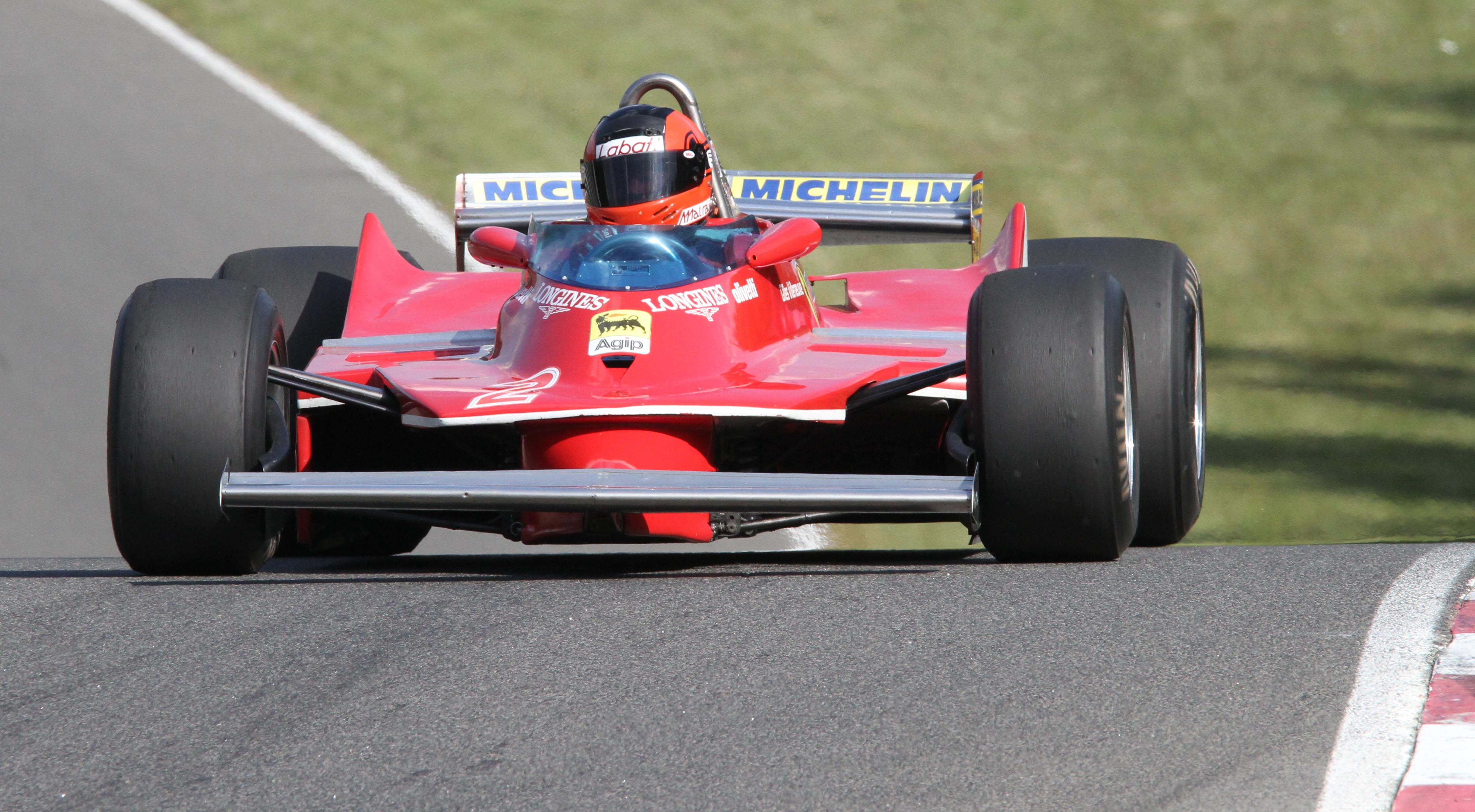
Per ritrovare una monoposto Ferrari più deludente della SF1000, sesta a fine stagione tra i costruttori, si deve tornare indietro di quarant'anni con la 312 T5 (sopra) che chiuse al decimo posto il campionato

La successiva, anonima prova offerta in Toscana, proprio nella gara che segna la millesima partenza Ferrari in un Gran Premio – e per giunta corsa sull'asfalto del Mugello, circuito di sua proprietà –, sancisce al giro di boa del campionato la definitiva presa d'atto di un progetto SF1000 «minato nelle fondamenta» e ormai dato per irrecuperabile. Nella seconda parte della stagione il Cavallino offre solo qualche sporadico exploit: all'Eifel, in Portogallo e a Sakhir Leclerc fa segnare le migliori qualifiche della SF1000 portandola al quarto posto della griglia, com'era avvenuto in precedenza solo in Gran Bretagna, mentre in Turchia, giovando anche di instabili condizioni meteorologiche, è Vettel a ottenere il suo unico podio stagionale chiudendo la gara sul terzo gradino del podio (dopo che lo stesso Leclerc aveva gettato alle ortiche un possibile secondo posto con un errore all'ultimo giro).
Non totalizzando punti nelle ultime due gare del campionato, conseguenza anche di una SF1000 ormai abbandonata quanto a sviluppo, la Ferrari chiude la classifica costruttori alla sesta piazza finale, frutto di 131 punti e un magro bottino di tre podi quale massimo risultato. Fallito anzitempo l'obiettivo minimo di concludere almeno al terzo posto della graduatoria, dietro alla Mercedes iridata – che peraltro, vincendo il settimo alloro marche consecutivo, batte il record che proprio Maranello aveva stabilito nel sessennio 1999-2004 – e alla Red Bull, e facendosi sopravanzare anche da McLaren, Racing Point e Renault, per la Scuderia si tratta del peggiore piazzamento ottenuto dalla stagione 1980 oltreché il secondo più negativo assieme a quelli delle annate 1962, 1969 e 1973; nel corso di un 2020 che ha visto quattro diversi team capaci di cogliere almeno una vittoria (Mercedes, Red Bull, AlphaTauri e Racing Point), il Cavallino non riesce neanche a condurre un giro in testa a un Gran Premio, com'era accaduto solo nel 1973 e nel 1992.
L'ottavo posto finale colto dal migliore ferrarista in classifica piloti, Leclerc, manda agli annali la deludente SF1000 come la peggiore Rossa dell'era turbo-ibrida, iniziata nel 2014, e tra le meno competitive di sempre: statistiche alla mano, riesce suo malgrado a fare peggio anche della F14 T del 2014, con cui Fernando Alonso chiuse sesto, e della F92A del 1992, che vide Jean Alesi settimo (in entrambi i campionati la Scuderia ottenne la quarta piazza tra i costruttori), lasciandosi dietro solamente la fallimentare 312 T5, l'ultima Ferrari dell'era boxer, che nel 1980 non andò oltre il decimo posto tra le marche e il quattordicesimo di Gilles Villeneuve tra i conduttori.

## Scheda tecnica
| Caratteristiche tecniche - Ferrari SF1000                       | Caratteristiche tecniche - Ferrari SF1000                                                      | Caratteristiche tecniche - Ferrari SF1000                                                      | Caratteristiche tecniche - Ferrari SF1000                                                                        | Caratteristiche tecniche - Ferrari SF1000                                                                        | Caratteristiche tecniche - Ferrari SF1000                                                                        |
| --------------------------------------------------------------- | ---------------------------------------------------------------------------------------------- | ---------------------------------------------------------------------------------------------- | --- | --- | --- |
|                                                                 |                                                                                                |                                                                                                | | | |
| Configurazione                                                  |                                                                                                |                                                                                                | | | |
| Carrozzeria: monoposto                                          | Carrozzeria: monoposto                                                                         | Posizione motore: centrale                                                                     | Posizione motore: centrale                                                                                       | Trazione: posteriore                                                                                             | Trazione: posteriore                                                                                             |
| Dimensioni e pesi                                               |                                                                                                |                                                                                                | | | |
| Ingombri (lungh.×largh.×alt. in mm): 5688 mm × 2000 mm × 950 mm | Ingombri (lungh.×largh.×alt. in mm): 5688 mm × 2000 mm × 950 mm                                | Ingombri (lungh.×largh.×alt. in mm): 5688 mm × 2000 mm × 950 mm                                | Ingombri (lungh.×largh.×alt. in mm): 5688 mm × 2000 mm × 950 mm                                                  | Diametro minimo sterzata:                                                                                        | Diametro minimo sterzata:                                                                                        |
| Posti totali: 1                                                 | Posti totali: 1                                                                                | Bagagliaio: assente                                                                            | Bagagliaio: assente                                                                                              | Serbatoio: 110 kg                                                                                                | Serbatoio: 110 kg                                                                                                |
| Masse                                                           | / in ordine di marcia: 746 kg                                                                  | / in ordine di marcia: 746 kg                                                                  | / in ordine di marcia: 746 kg                                                                                    | / in ordine di marcia: 746 kg                                                                                    | / in ordine di marcia: 746 kg                                                                                    |
| Meccanica                                                       |                                                                                                |                                                                                                | | | |
| Tipo motore: Ferrari 065 V6 turbo ibrido con bancate di 90°     | Tipo motore: Ferrari 065 V6 turbo ibrido con bancate di 90°                                    | Tipo motore: Ferrari 065 V6 turbo ibrido con bancate di 90°                                    | Cilindrata: 1600 cm³                                                                                             | Cilindrata: 1600 cm³                                                                                             | Cilindrata: 1600 cm³                                                                                             |
| Distribuzione: pneumatica                                       | Distribuzione: pneumatica                                                                      | Distribuzione: pneumatica                                                                      | Alimentazione: 500 bar-diretta (1 iniettore per cilindro)                                                        | Alimentazione: 500 bar-diretta (1 iniettore per cilindro)                                                        | Alimentazione: 500 bar-diretta (1 iniettore per cilindro)                                                        |
| Prestazioni motore                                              | Potenza: 930 CV / Coppia: 460 N/m                                                              | Potenza: 930 CV / Coppia: 460 N/m                                                              | Potenza: 930 CV / Coppia: 460 N/m                                                                                | Potenza: 930 CV / Coppia: 460 N/m                                                                                | Potenza: 930 CV / Coppia: 460 N/m                                                                                |
| Accensione: Magneti Marelli Statica                             | Accensione: Magneti Marelli Statica                                                            | Accensione: Magneti Marelli Statica                                                            | Impianto elettrico: Magneti Marelli                                                                              | Impianto elettrico: Magneti Marelli                                                                              | Impianto elettrico: Magneti Marelli                                                                              |
| Frizione: multidisco                                            | Frizione: multidisco                                                                           | Frizione: multidisco                                                                           | Cambio: sequenziale longitudinale Ferrari a 8 marce + RM, con comando elettrico semiautomatico a cambiata veloce | Cambio: sequenziale longitudinale Ferrari a 8 marce + RM, con comando elettrico semiautomatico a cambiata veloce | Cambio: sequenziale longitudinale Ferrari a 8 marce + RM, con comando elettrico semiautomatico a cambiata veloce |
| Telaio                                                          |                                                                                                |                                                                                                | | | |
| Corpo vettura                                                   | in materiale composito a nido d'ape in fibra di carbonio                                       | in materiale composito a nido d'ape in fibra di carbonio                                       | in materiale composito a nido d'ape in fibra di carbonio                                                         | in materiale composito a nido d'ape in fibra di carbonio                                                         | in materiale composito a nido d'ape in fibra di carbonio                                                         |
| Sospensioni                                                     | anteriori: push-rod / posteriori: pull rod                                                     | anteriori: push-rod / posteriori: pull rod                                                     | anteriori: push-rod / posteriori: pull rod                                                                       | anteriori: push-rod / posteriori: pull rod                                                                       | anteriori: push-rod / posteriori: pull rod                                                                       |
| Freni                                                           | anteriori: Freni a disco Brembo autoventilati / posteriori: Freni a disco Brembo autoventilati | anteriori: Freni a disco Brembo autoventilati / posteriori: Freni a disco Brembo autoventilati | anteriori: Freni a disco Brembo autoventilati / posteriori: Freni a disco Brembo autoventilati                   | anteriori: Freni a disco Brembo autoventilati / posteriori: Freni a disco Brembo autoventilati                   | anteriori: Freni a disco Brembo autoventilati / posteriori: Freni a disco Brembo autoventilati                   |
| Pneumatici                                                      | Pirelli / Cerchi: O.Z. da 13 in                                                                | Pirelli / Cerchi: O.Z. da 13 in                                                                | Pirelli / Cerchi: O.Z. da 13 in                                                                                  | Pirelli / Cerchi: O.Z. da 13 in                                                                                  | Pirelli / Cerchi: O.Z. da 13 in                                                                                  |
| Altro                                                           |                                                                                                |                                                                                                | | | |
| Energia batteria (a giro) 4 MJ                                  | Sistema ERS                                                                                    | Sistema ERS                                                                                    | Sistema ERS | Sistema ERS | Sistema ERS |
| Potenza MGU-K: 120 kW                                           | Giri max MGU-K: 50 000 giri/min Giri max MGU-H: 125 000 giri/min                               | Giri max MGU-K: 50 000 giri/min Giri max MGU-H: 125 000 giri/min                               | Giri max MGU-K: 50 000 giri/min Giri max MGU-H: 125 000 giri/min                                                 | Giri max MGU-K: 50 000 giri/min Giri max MGU-H: 125 000 giri/min                                                 | Giri max MGU-K: 50 000 giri/min Giri max MGU-H: 125 000 giri/min                                                 |
| Fonte dei dati: Scuderia Ferrari Mission Winnow                 |                                                                                                |                                                                                                | | | |

## Piloti
| Piloti ufficiali    | Piloti ufficiali   | Piloti ufficiali |
| Nazione             | Nome               | Numero           |
| ------------------- | ------------------ | ---------------- |
| Germania (bandiera) | Sebastian Vettel   | 5                |
| Monaco (bandiera)   | Charles Leclerc    | 16               |
| Piloti di riserva   |                    |                  |
| Nazione             | Nome               | Numero           |
| Italia (bandiera)   | Antonio Giovinazzi | 99               |
| Italia (bandiera)   | Antonio Fuoco      | 32               |
| Italia (bandiera)   | Davide Rigon       | Davide Rigon     |
| Germania (bandiera) | Pascal Wehrlein    | Pascal Wehrlein  |

## Risultati in Formula 1
| Anno | Team    | Motore  | Gomme | Piloti  |    |     |    |    |    |     |    |     |    |    |    |    |    |   |    |     |    | Punti | Pos. |
| ---- | ------- | ------- | ----- | ------- | -- | --- | -- | -- | -- | --- | -- | --- | -- | -- | -- | -- | -- | - | -- | --- | -- | ----- | ---- |
| 2020 | Ferrari | Ferrari | P     | Vettel  | 10 | Rit | 6  | 10 | 12 | 7   | 13 | Rit | 10 | 13 | 11 | 10 | 12 | 3 | 13 | 12  | 14 | 131   | 6º   |
| 2020 | Ferrari | Ferrari | P     | Leclerc | 2  | Rit | 11 | 3  | 4  | Rit | 14 | Rit | 8  | 6  | 7  | 4  | 5  | 4 | 10 | Rit | 13 | 131   | 6º   |

| Legenda | 1º posto     | 2º posto | 3º posto    | A punti         | Senza punti/Non class.  | Grassetto – Pole position Corsivo – Giro più veloce |
| Legenda | Squalificato | Ritirato | Non partito | Non qualificato | Solo prove/Terzo pilota | Grassetto – Pole position Corsivo – Giro più veloce |